# Gergana Marinowa
Gergana Marinowa (ur. 11 grudnia 1987) – bułgarska siatkarka, grająca na pozycji rozgrywającej. Reprezentantka Bułgarii. 

## Kluby
| Lata      | Kluby                    |
| --------- | ------------------------ |
| 2007–2010 | CSKA Sofia               |
| 2010–2011 | Samorodok Chabarowsk     |
| 2011–2012 | CSKA Sofia               |
| 2012–2013 | LTS Legionovia Legionowo |
| 2013–2016 | SES Calais               |
| 2017–2018 | Bordeaux-Mérignac Volley |

## Sukcesy klubowe
Mistrzostwo Bułgarii:
- 2007, 2008, 2010, 2012
- 2009

Puchar Bułgarii:
- 2008, 2010